# Collegio uninominale Calabria - 01 (Camera dei deputati 2017)
Il collegio elettorale uninominale Calabria - 01 è stato un collegio elettorale uninominale della Repubblica Italiana per l'elezione della Camera tra il 2017 ed il 2022.

## Territorio
Come previsto dalla legge elettorale italiana del 2017, il collegio era stato definito tramite decreto legislativo all'interno della circoscrizione Calabria.
Era formato dal territorio di 63 comuni: Acquaformosa, Acquappesa, Aieta, Altomonte, Amantea, Belmonte Calabro, Belvedere Marittimo, Bisignano, Bonifati, Buonvicino, Castrovillari, Cervicati, Cerzeto, Cetraro, Civita, Cleto, Diamante, Fagnano Castello, Falconara Albanese, Firmo, Fiumefreddo Bruzio, Frascineto, Fuscaldo, Grisolia, Guardia Piemontese, Laino Borgo, Laino Castello, Lattarico, Longobardi, Lungro, Maierà, Malvito, Mongrassano, Morano Calabro, Mormanno, Mottafollone, Orsomarso, Paola, Papasidero, Praia a Mare, Roggiano Gravina, Rota Greca, San Basile, San Benedetto Ullano, San Donato di Ninea, San Lucido, San Marco Argentano, San Martino di Finita, San Nicola Arcella, San Pietro in Amantea, San Sosti, Sangineto, Santa Caterina Albanese, Santa Domenica Talao, Santa Maria del Cedro, Sant'Agata di Esaro, Saracena, Scalea, Serra d'Aiello, Tarsia, Torano Castello, Tortora e Verbicaro.
Il collegio era quindi interamente compreso nella provincia di Cosenza.
Il collegio era parte del collegio plurinominale Calabria - 01.

## Eletti
| Elezione | Elezione | Deputato               | Partito            |
| -------- | -------- | ---------------------- | ------------------ |
|          | 2018     | Carmelo Massimo Misiti | Movimento 5 Stelle |

## Dati elettorali

### XVIII legislatura
Come previsto dalla legge elettorale, 232 deputati erano eletti con sistema a maggioranza relativa in altrettanti collegi uninominali a turno unico.
| Candidati              | Candidati                        | Voti    | %     | Liste                                | Voti    | %     |
| ---------------------- | -------------------------------- | ------- | ----- | ------------------------------------ | ------- | ----- |
|                        | Carmelo Massimo Misiti ✔️ Eletto | 55 404  | 45,67 | Movimento 5 Stelle                   | 55 404  | 45,67 |
|                        | Andrea Gentile                   | 41 208  | 33,97 | Forza Italia                         | 26 769  | 22,06 |
| Lega                   | Andrea Gentile                   | 41 208  | 33,97 | 6 762                                | 5,57    |       |
| Fratelli d'Italia      | Andrea Gentile                   | 41 208  | 33,97 | 6 040                                | 4,98    |       |
| Noi con l'Italia - UDC | Andrea Gentile                   | 41 208  | 33,97 | 1 637                                | 1,35    |       |
|                        | Luigi Incarnato                  | 17 580  | 14,49 | Partito Democratico                  | 14 259  | 11,75 |
| Italia Europa Insieme  | Luigi Incarnato                  | 17 580  | 14,49 | 1 850                                | 1,52    |       |
| +Europa                | Luigi Incarnato                  | 17 580  | 14,49 | 1 016                                | 0,84    |       |
| Civica Popolare        | Luigi Incarnato                  | 17 580  | 14,49 | 455                                  | 0,38    |       |
|                        | Raffaella Fortunato              | 2 413   | 1,99  | Liberi e Uguali                      | 2 413   | 1,99  |
|                        | Mirella Ruggiero                 | 1 344   | 1,11  | Potere al Popolo!                    | 1 344   | 1,11  |
|                        | Alessandro Grosso                | 927     | 0,76  | Italia agli Italiani                 | 927     | 0,76  |
|                        | Fabrizio Petrelli                | 759     | 0,63  | CasaPound                            | 759     | 0,63  |
|                        | Raffaele Scornavacca             | 602     | 0,50  | Il Popolo della Famiglia             | 602     | 0,50  |
|                        | Dania Maiuri                     | 528     | 0,44  | Partito Comunista                    | 528     | 0,44  |
|                        | Maria Giovanna Marino            | 257     | 0,21  | Per una Sinistra Rivoluzionaria      | 257     | 0,21  |
|                        | Alessandro Basile                | 202     | 0,17  | Partito Valore Umano                 | 202     | 0,17  |
|                        | Luigi Barbera                    | 96      | 0,08  | Lista del Popolo per la Costituzione | 96      | 0,08  |
| Totale                 | Totale                           | 121 320 | 100   |                                      | 121 320 | 100   |
|                        |                                  |         |       |                                      |         |       |
| Voti non validi        | Voti non validi                  | 6 345   | 4,97  |                                      |         |       |
| Votanti                | Votanti                          | 127 665 | 65,56 |                                      |         |       |
| Elettori               | Elettori                         | 194 722 |       |                                      |         |       |